# Klaus Reichert
Klaus Reichert   (Hanau, 3 de juny de 1947) és un tirador d'esgrima alemany, ja retirat, especialista en floret, que va competir sota bandera de la República Federal Alemanya durant les dècades de 1970 i 1980.
El 1972 va prendre part en els Jocs Olímpics d'Estiu de Munic, on disputà dues proves del programa d'esgrima. Fou cinquè en la prova de floret per equips, mentre en la del floret individual quedà eliminat en sèries. Quatre anys més tard, als Jocs de Montreal, guanyà la medalla d'or en la prova del floret per equips, mentre en la del floret individual quedà novament eliminat en sèries. El 1984, als Jocs de Los Angeles, després de la pausa causada pel boicot als Jocs de Moscou de 1980, guanyà la medalla de plata en la competició del floret per equips.
En el seu palmarès també destaquen sis medalles al Campionat del món d'esgrima, tres d'or, dues de plata i una de bronze, entre les edicions de 1973 i 1987.